# タツノイトコ
タツノイトコ（学名：Acentronura gracilissima）は、トゲウオ目ヨウジウオ科に属する魚類の一種。

## 分布
相模湾以南、インド洋に分布する。

## 特徴
体長10cm。体色は暗褐色で、背面と背鰭がやや赤くなる。背鰭は1基で、16-18軟条。
浅い岩礁域に生息するが、海藻に擬態しており、発見しにくい。

## 近縁種
タツノハトコ Acentronura tentaculata Günther, 1870
琉球列島に分布。